# You Said a Mouthful
You Said a Mouthful è un film statunitense del 1932 diretto da Lloyd Bacon.